# Saint-Laurent-de-Belzagot
Saint-Laurent-de-Belzagot is een plaats en voormalige gemeente in het Franse departement Charente in de regio Nouvelle-Aquitaine en telt 351 inwoners (1999).

## Geschiedenis
Saint-Laurent-de-Belzagot maakte deel uit van het kanton Montmoreau-Saint-Cybard totdat dit op 22 maart 2015 werd opgeheven en de gemeenten werden opgenomen in het op die dag gevormde kanton Tude-et-Lavalette. De gemeente fuseerde op 1 januari 2017 met Aignes-et-Puypéroux, Montmoreau-Saint-Cybard, Saint-Amant-de-Montmoreau en Saint-Eutrope tot de commune nouvelle Montmoreau.

## Geografie
De oppervlakte van Saint-Laurent-de-Belzagot bedraagt 9,9 km², de bevolkingsdichtheid is 35,5 inwoners per km².
De onderstaande kaart toont de ligging van Saint-Laurent-de-Belzagot met de belangrijkste infrastructuur en aangrenzende gemeenten.

## Demografie
Onderstaande figuur toont het verloop van het inwonertal.